# Бістрецу-Ноу
Бістрецу-Ноу (рум. Bistrețu Nou) — село у повіті Долж в Румунії. Входить до складу комуни Бістрец.
Село розташоване на відстані 217 км на захід від Бухареста, 54 км на південний захід від Крайови.

## Населення
За даними перепису населення 2002 року у селі проживали 926 осіб, усі — румуни. Усі жителі села рідною мовою назвали румунську.